# Coeliotrema thynni
Coeliotrema thynni är en plattmaskart. Coeliotrema thynni ingår i släktet Coeliotrema och familjen Didymozoidae. Inga underarter finns listade i Catalogue of Life.